# Памятник комсомольцам (Гомель)
Памятник комсомольцам — памятник в городе Гомеле Гомельской области Белоруссии.

## История и описание
Памятник комсомольцам имеет несколько названий: памятник погибшим комсомольцам, памятник комсомольцам-подпольщикам, монумент (памятник) героям-комсомольцам.
Памятник комсомольцам установлен в сквере на пересечении улиц Карповича и Жарковского в 1964 году на средства комсомольцев. Памятник посвящён героям-комсомольцам, партизанам и воинам, погибшим в борьбе с немецкими захватчиками в годы Великой Отечественной войны. Сначала установили восьмигранный 25-метровый обелиск из серого гранита на прямоугольном ступенчатом цоколе из красного гранита. Подход к памятнику был оформлен декоративными газонами. На памятнике (цоколе) текст, который выбит золотом: «Великие подвиги ваши бессмертны. Героям, павшим в боях за свободу и независимость нашей Родины 1941—1945 г.г.». Авторы проекта: архитектор — Ю. Лысов, скульптор — В. Летун.
В 1975 году у фасадной грани памятника была установлена скульптура девушки-комсомолки с вымпелом в раскинутых над головой руках. Двухметровая скульптура отлита из бронзы.
Леонид Васильевич Барабанов — председатель Гомельского областного объединения профсоюзов в 2015 году в ходе брифинга с журналистами сказал:

Совместно с областным и городским исполнительными комитетами было принято решение возродить обелиск у средней школы № 11. Этот памятник символизирует участие комсомольского движения в Великой Отечественной войне, значимость молодёжного сопротивления. Памятник требует реставрации и обновления. Планируется, что все работы будут завершены к 9 Мая.
В марте 2015 года была произведена реконструкция монумента и территории вокруг него. На памятнике появилась современная подсветка. Обновлённый памятник комсомольцам был открыт 8 мая 2015 года к 70-летию Великой Победы.